# Anton Pann
Anton Pann est un poète et compositeur roumain d'origine bulgare, né aux alentours de 1794 à Sliven, Bulgarie ottomane, et mort le 2 novembre 1854 à Bucarest (Principauté de Valachie). Il a composé la musique de l'hymne national roumain, Deșteaptă-te, române! (« Éveille-toi, Roumain ! »), expression de la renaissance culturelle roumaine.

## Biographie
Aux alentours de 1794 (ou 1796 ou 1797, selon l'auteur lui-même) naquit dans la petite ville bulgare de Sliven, située à mi-chemin entre Giurgiu (en Valachie) et Sofia (aujourd'hui capitale de la Bulgarie), Anton Panteleïmon Petrov, fils de Pantaleon Petrov, chaudronnier, et de Tomaida Petrova, qui devint très vite veuve. Les guerres russo-turques dévastent les Balkans, de sorte que Tomaida déménage en principauté de Moldavie, à Chişinău. En 1809 les deux frères aînés d'Anton rejoignent l'armée russe qui vient d'entrer en guerre contre l'Empire ottoman, et meurent lors du siège de Brăila. Anton, lui, rejoignit la chorale de l'église centrale de Chişinău. À l'issue de cette guerre, en 1812, la partie orientale de la principauté de Moldavie est annexée par l'Empire russe, qui en fait l'une de ses provinces, nommée Bessarabie. Quelques années plus tard, la famille Petrov s'établit finalement à Bucarest en principauté de Valachie.
De 1816 à 1819, Anton suivit les cours de l'école de musique de Petre Efesiul, également propriétaire d'une imprimerie qu'il finira par léguer à son élève. C'est d'ailleurs la seule scolarité que ce dernier revendiqua par la suite, lorsqu'il confessa la volonté de parfaire ses connaissances en musique ecclésiastique. Il apprit néanmoins l'art de l'imprimerie, comme s'en souvint Ion Ghica, un noble roumain qui l'a connu comme élève du collège Saint Sabbas. Anton se marie en 1820 avec Zamfira : ce mariage dure sept ans mais un fils, Lazar Petrov, naît de cette union tumultueuse, disputé entre ses parents et tour à tour déshérité et rétabli dans ses droits. Lazar finit par reprendre l'imprimerie de son père.
Anton prend le pseudonyme d’Anton Pann alors qu'il enseigne la musique religieuse au sein du monastère Dintr-un Lemn. En 1827, il tombe amoureux de la nièce de la mère supérieure, Anica, 16 ans. L'enlèvement spectaculaire de cette dernière inspira à Lucian Blaga une adaptation libre de sa biographie dans la pièce Anton Pann. Il divorça de Zamfira (dans l'Église orthodoxe de l'époque, c'était possible même pour les « mariages consommés ») puis se maria avec Anica, dont il se sépara en 1837.
En 1830, il fut titularisé comme professeur de musique. Débuta ainsi une période richement créative, durant laquelle en plus des vers, il se diversifie, compose de la musique, traduit et imprime des livres, tente de créer des manuels scolaires. Il mène une vie de bohème, mais prend très au sérieux son travail pédagogique et progresse rapidement du grade de répétiteur à celui de professeur universitaire. Il restait un grand autodidacte et aussi un polyglotte parlant bulgare (sa langue maternelle), russe (autre langue slave), roumain, grec et turc.
Le 10 février 1840, il épouse en troisièmes noces Ecaterina, âgée de dix-huit ans, qui lui resta fidèle jusqu'à sa mort après laquelle, bien qu'elle ait songé à entrer dans les ordres, elle convola à nouveau avec un ancien apprenti du maître. Durant ces années Pann et ses disciples forment un groupe que rejoignit plus tard Nicolae Filimon, excellent camarade de beuverie. En 1843 Pann achète une nouvelle imprimerie, une affaire qui engloutit les économies du poète mais qui s'avère rentable.
Pann participe de manière active à la révolution roumaine de 1848 puis doit fuir Bucarest pour échapper à la répression. Une chanson composée ou publiée par lui est devenue un chant de la Révolution sur les vers Éveille-toi, Roumain d'Andrei Mureşanu : elle est devenue plus tard l'hymne national roumain. Vers la cinquantaine, sa notoriété est à son zénith parmi les roumanophones aussi bien dans les principautés danubiennes qu'en Autriche (Banat, Crichanie, Transylvanie, Marmatie, Bucovine), dans l'Empire russe (Bessarabie) ou dans l'Empire ottoman (Dobroudja). Pann savait entretenir cette notoriété, n'hésitant pas à distiller et monnayer sa propre vie privée comme le font beaucoup de stars d'aujourd'hui : il alla jusqu'à publier des confessions intimes et scandaleuses dans une sorte de fanzine, Adiata, le 21 février 1849.
Il fut profondément marqué par un fait divers qui marqua sa vie : le 23 mars 1847 jour de Pâques un grand incendie à Bucarest détruisit ses livres y compris ceux en cours d'impression. En 1853, à la faveur de sa connaissance de la langue turque, il adapte en roumain les sagesses de Nasr Eddin Hodja (Năzdrăvăniile lui Nastratin Hogea).
Il mourut le 2 novembre 1854 du typhus et fut enterré à Bucarest.

## Œuvre et thèmes
Andreia Roman indique que ses recueils de vers ou de prose rythmée caricaturent un grand nombre de comportements et de caractères, sous une forme diversifiée (proverbes, apophtegmes, traits d'esprit, histoires) et métissée (à la fois spécifiquement roumaine et à coloration balkanique ).

## Liste des principales œuvres
- Versuri muziceşti [Poésies musicales], Bucarest, 1830
- Poezii deosebite sau Cântece de lume [Poèmes divers ou chants du monde], Bucarest, 1831
- Îndreptătorul beţivilor [Le redresseur d'ivrognes], Bucarest, 1832
- O şezătoare la ţară sau Povestea lui Moş Albu [Un rassemblement à la campagne ou le conte de Moş Albu], Bucarest (1851-1852)
- Înţeleptul Archir cu nepotul său Anadan [Archir le sage et son neveu Anadam], Bucarest, 1850
- Spitalul Amorului sau Cântătorul dorului [L'hôpital de l'amour ou le chant du désir],  Bucarest, 1850-1852
- Culegere de proverburi sau Povestea Vorbii [Recueil de proverbes ou l'histoire du Verbe], Bucarest, 1852-1853
- Năzdrăvăniile lui Nastratin Hogea [Malices de Nasreddine Hodja], Bucarest, 1853